# Santa Maria de Santiga
Santa Maria de Santiga és una església romànica situada al nucli de Santiga, al municipi de Santa Perpètua de Mogoda (Vallès Occidental), protegida com a bé cultural d'interès local.

## Descripció
L'església de Santa Maria o Santiga es troba al costat d'una masia, prop de la carretera que va de Sabadell a Santa Perpètua de Mogoda. L'església té dues naus paral·leles amb dos absis de planta trapezoïdal al nord i semicircular al sud amb volta de quart d'esfera. La nau de la banda nord (segle xi) es cobreix amb volta de canó apuntat, mentre que la del costat sud és més antiga i es cobreix amb volta d'aresta. L'accés al temple és per una porta situada a la banda de ponent de la nau tramuntana. En el parament lateral d'aquesta nau s'obren altres dues portes, una d'arc de mig punt i l'altra d'arc rebaixat. El campanar, de planta quadrada, adossat a la banda tramuntana, conserva les lesenes a la part baixa.

## Història
L'església apareix documentada des de l'any 983, en una escriptura de donació al monestir de Sant Cugat del Vallès. Posteriorment hi ha diverses referències documentals al segle xii, quan apareix esmentada la parròquia. L'any 1193 és documentada una nova acta de consagració. A partir del segle xiii i al llarg dels segles s'hi ha efectuat nombroses obres de reforma i ampliació. El lloc de Santiga era una antiga quadra centrada per una domus, que, el 1389, per disposició de Joan el Caçador, esdevingué castell termenat. L'església és sufragània de la de Santa Perpètua. Les voltes es van refer possiblement entre els segles XIII-XIV; l'any 1574 es va obrir o modificar la porta d'accés. Els segles XVII-XVIII es va reconstruir l'absis principal i es va sobrealçar el campanar.
Al seu entorn, cada any s'hi celebra l'Aplec de Santiga. L'any 1955 amb motiu del II Aplec, si celebrà la benedicció de l'actual campana -que actualment resta muda per les dites obres- li posaren els noms de Maria, Joana, i Montserrat. Foren padrins d'aquesta benedicció en Joan Vila Puig i la seva esposa Na Maria Codina i Duran. En la mateixa data també s'inaugurà el Pont del Camí del Santuari. El 1983 Santiga va celebrar el seu mil·lenari. Fou aleshores quan Carles Santiago li va dedicar la popular sardana Mil·lenari de Santiga. També és famosa i reconeguda arreu del món sardanista l'anomenada Santiga que va compondre al músic i compositor perpetuenc Genís Sala. El 2010 el terra i les parets de l'església resten aixecats arreu per haver-s'hi trobat restes molt antigues com ara sitges per al gra i altres mostres de la seva antiguitat.
S'hi venera la imatge de la Mare de Déu de l'Heura, que fou trobada, segons la tradició, el 1624. Diu la tradició que "Qui va a Montserrat i no passa per Santiga, deixa la Mare per veure la filla".

## Galeria d'imatges

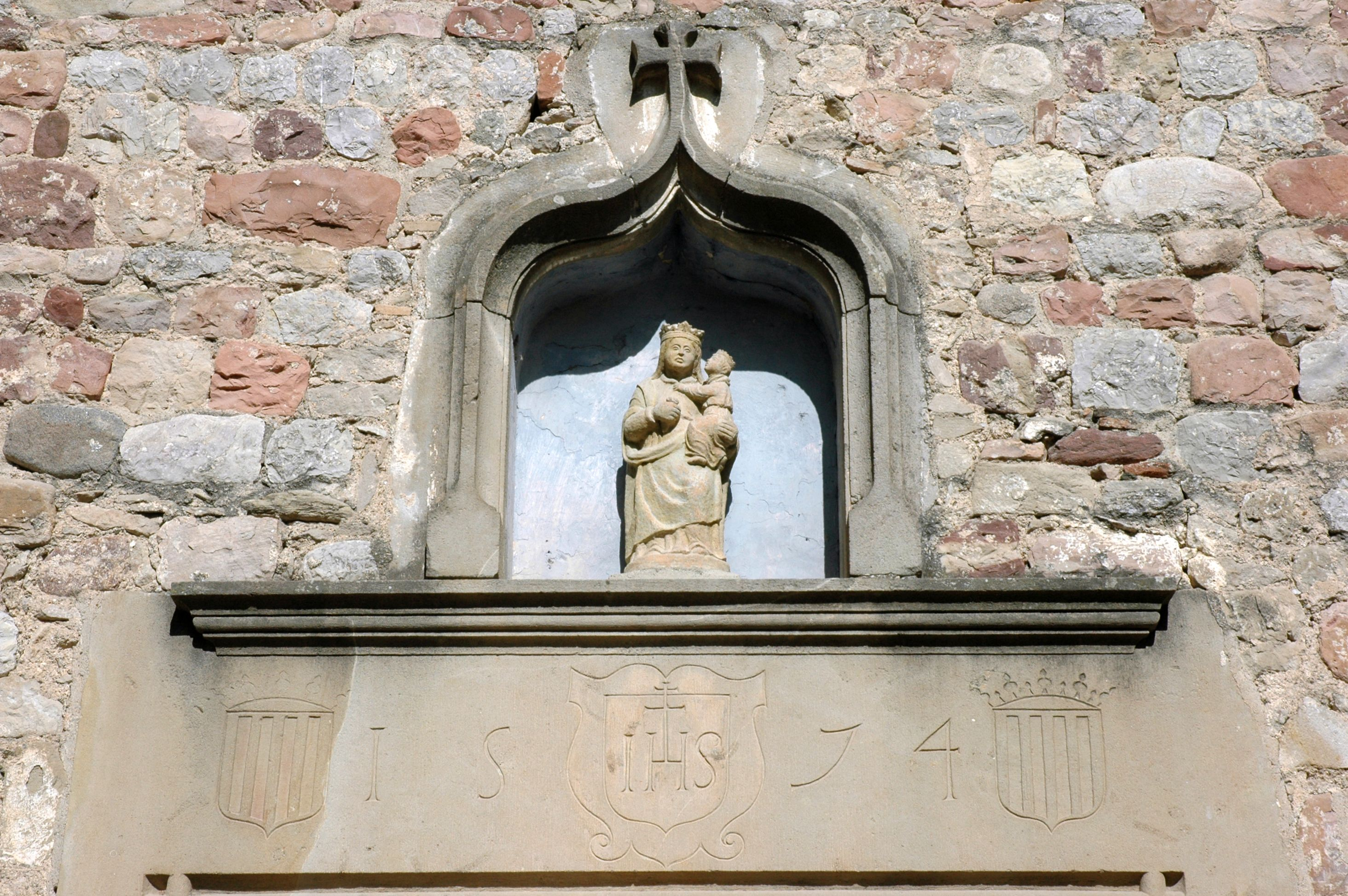
Detall de la porta
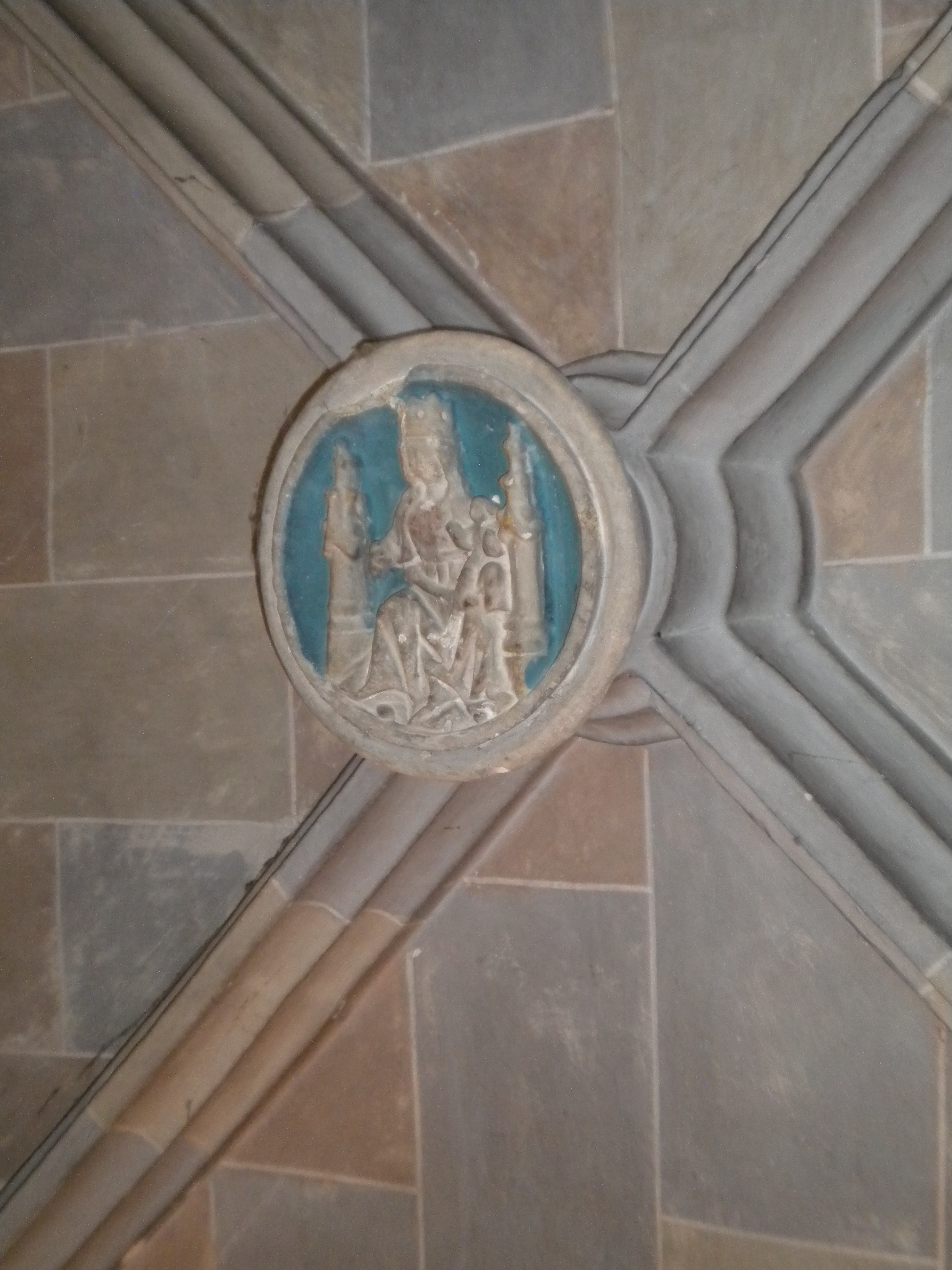
Clau de volta amb el rosetó de la Mare de Déu de l'Heura